# Taha Hussein Yaseen
Taha Hussein Yaseen Yaseen (né le 1er janvier 1998) est un athlète irakien, spécialiste du 400 m.

## Carrière
Il bat le record national du 400 m lors des Championnats d'Asie d'athlétisme 2019 à Doha en 45 s 74.

## Palmarès
| Date | Compétition            | Lieu     | Résultat | Épreuve   | Temps         |
| ---- | ---------------------- | -------- | -------- | --------- | ------------- |
| 2018 | Jeux asiatiques        | Jakarta  | 7e       | 4 x 400 m | 3 min 7 s 64  |
| 2019 | Championnats panarabes | Le Caire | 1er      | 4 x 400 m | 3 min 6 s 23  |
| 2019 | Championnats d'Asie    | Doha     | 6e       | 400 m     | 45 s 74       |
| 2021 | Championnats panarabes | Radès    | 2e       | 200 m     | 21 s 00       |
| 2021 | Championnats panarabes | Radès    | 1er      | 400 m     | 46 s 29       |
| 2021 | Championnats panarabes | Radès    | 1er      | 4 × 400 m | 3 min 11 s 27 |
| 2023 | Jeux panarabes         | Oran     | 3e       | 200 m     | 20 s 99       |
| 2023 | Jeux panarabes         | Oran     | 3e       | 4 × 400 m | 3 min 6 s 37  |

## Records
| Épreuve   | Temps             | Lieu     | Date          |
| --------- | ----------------- | -------- | ------------- |
| 400 m     | 45 s 74 (NR)      | Doha     | 22 avril 2019 |
| 4 x 400 m | 3 min 6 s 23 (NR) | Le Caire | 8 avril 2019  |